# Face de Boe
Pour les articles homonymes, voir Boe (homonymie).
Face de Boe est un personnage fictif de la série télévisée britannique Doctor Who qui consiste en une gigantesque tête humanoïde avec, à la place des cheveux, de nombreux appendices terminés par des structures rondes semblables à des cosses. Il est enfermé dans un conteneur transparent scellé, monté sur un piédestal mobile.
Face de Boe est une marionnette purement mécanique, non interprétée par un acteur.
Lors de sa première apparition dans La Fin du monde, il se contente de grommeler, puis communique par télépathie dans Une nouvelle Terre et L'Embouteillage sans fin, et parle pour la première et dernière fois dans ce dernier. Il est dit de lui qu'il est âgé de plusieurs milliards d'années.
Il apparaît fugitivement au journal télévisé dans Un jeu interminable. On y annonce que Face de Boe vient d'avoir un fils.
Même s'il ne joue pas un rôle important à ses débuts (ce n'est qu'un figurant dans La Fin du monde), il prend de l'importance au fur et à mesure de l'avancée de la série.

## Origine
Son origine est révélée dans l'épisode Le Dernier Seigneur du temps. Le voyageur temporel immortel, le Capitaine Jack Harkness, exprime ses craintes quant à ce à quoi il ressemblera s'il vit « des millions d'années », car bien qu'il ne puisse mourir, il continue de vieillir, quoique doucement.
Il explique alors au Docteur et à Martha Jones que c'est une question de vanité, car il était un enfant magnifique dans la péninsule de Boeshane, et lors de son arrivée dans l'Agence du Temps il fut surnommé « Face de Boe ». Ceci laisse sans voix Martha et le Docteur incrédule et choqué. Le scénariste Russell T Davies dit qu'après avoir écrit cette scène il inséra dans le script de L'Embouteillage sans fin la réplique où Face de Boe appelle le Docteur « mon vieil ami ».
Selon le site d'information Screen Rant, Russell T Davies n'a jamais confirmé explicitement que Face de Boe et Jack Harkness soient la même personne. Toutefois, John Barrowman, l'acteur de Jack, ainsi que d'autres acteurs considèrent l'information comme canon.

## Liste des apparitions
- Saison 1 : La Fin du monde
- Saison 2 : Une nouvelle Terre
- Saison 3 : L'Embouteillage sans fin